# 31555 Вілер
31555 Вілер (31555 Wheeler) — астероїд головного поясу, відкритий 7 березня 1999 року.
Тіссеранів параметр щодо Юпітера — 3,601.
Названо на честь Джона Арчибальда Вілера (англ. John Archibald Wheeler, 1911 — 2008) — американського фізика-теоретика.